# Maciej I
Maciej I, Abune Mathias (właśc. Aba Teklemariam Asrat (ur. 5 stycznia 1941) – etiopski duchowny, biskup Jerozolimy, 6. patriarcha Addis Abeby i całej Etiopii, zwierzchnik (abuna) Etiopskiego Kościoła Ortodoksyjnego od 2013 roku.
Na mocy porozumienia kończącego schizmę od 2018 roku urząd patriarchy sprawował wspólnie z patriarchą Merkoriosem. Taki stan rzeczy miał miejsce do 2022 roku, kiedy to umarł ten ostatni.